# Intercosmos 12
Intercosmos 12 fue un satélite artificial científico soviético construido en colaboración con otros nueve países del bloque del este y perteneciente al programa Intercosmos y a la clase de satélites DS (de tipo DS-U2-IK) y lanzado el 31 de octubre de 1974 mediante un cohete Cosmos 3 desde el cosmódromo de Plesetsk.

## Objetivos
El objetivo de Intercosmos 12 fue realizar estudios sobre la ionosfera y la magnetosfera terrestres, así como medir flujos de micrometeoritos, continuando la labor de los satélites Intercosmos 2 e Intercosmos 8.

## Características
El satélite tenía una masa de 400 kg y fue inyectado inicialmente en una órbita con un perigeo de 264 km y un apogeo de 708 km, con una inclinación orbital de 74,1 grados y un periodo de 94,1 minutos.
A bordo llevaba instrumentos para el estudio de la ionosfera y la magnetosfera, entre ellos una sonda ionosférica construida por la República Democrática de Alemania y un calibrador construido en Rumania para los espectrómetros de masas, así como un detector de micrometeoritos.
Intercosmos 12 reentró en la atmósfera el 11 de julio de 1975.

## Resultados científicos
Intercosmos 12, entre otras tareas, midió la temperatura de electrones a lo largo de su órbita y realizó medidas con sus espectrómetros de masas.